# Morti il 4 giugno

## I secolo(1)
- 64 - Clateo, vescovo romano

## IV secolo(1)
- 309 - Quirino di Siscia, vescovo ungherese

## VIII secolo(2)
- 756 - Shōmu, imperatore giapponese (n. 701)
- 800 - Liutgarda

## IX secolo(2)
- 822 - Saichō, monaco buddhista giapponese (n. 767)
- 863 - Carlo d'Aquitania, arcivescovo franco

## X secolo(1)
- 946 - Guaimario II di Salerno, principe longobardo

## XI secolo(4)
- 1039 - Corrado II il Salico, sovrano
- 1058 - Alano Canhiart, conte
- 1076 - Sancho IV Garcés di Navarra, re (n. 1039)
- 1094 - Sancho Ramírez d'Aragona, re

## XII secolo(5)
- 1102 - Ladislao Ermanno di Polonia, duca (n. 1040)
- 1105 - Federico I di Svevia, nobile tedesco
- 1134 - Magnus I di Götaland, principe danese (n. 1106)
- 1135 - Hui Zong, imperatore cinese (n. 1082)
- 1155 - Baldovino di Redvers, nobile britannico

## XIII secolo(4)
- 1206 - Adèle di Champagne, nobildonna
- 1206 - Ako di Salaspils, militare lettone
- 1246 - Isabella d'Angoulême, regina francese
- 1257 - Przemysł I della Grande Polonia, nobile polacco

## XIV secolo(3)
- 1336 - Guillaume Pierre Godin, cardinale e vescovo cattolico francese (n. 1260)
- 1394 - Maria di Bohun, contessa inglese
- 1399 - Francesco II della Ratta, nobile italiano (n. 1370)

## XV secolo(7)
- 1410 - Margherita di Boemia (n. 1373)
- 1439 - Adolfo di Essen, monaco cristiano e scrittore tedesco (n. 1350)
- 1453 - Andronico Paleologo Cantacuzeno, funzionario bizantino
- 1463 - Flavio Biondo, storico e umanista italiano (n. 1392)
- 1472 - Acolmiztli Nezahualcóyotl, poeta (n. 1402)
- 1482 - Pacifico da Cerano, teologo italiano
- 1488 - Giovan Pietro Carminati di Brembilla, nobile, militare e condottiero italiano

## XVI secolo(12)
- 1502 - Astorre III Manfredi, politico (n. 1485)
- 1504 - Jaime de Casanova, cardinale spagnolo (n. 1435)
- 1526 - Francisco Fernández de la Cueva, nobile spagnolo (n. 1467)
- 1530 - Massimiliano Sforza, duca italiano (n. 1493)
- 1537 - Uesugi Tomooki, militare giapponese (n. 1488)
- 1543 - Gabriele Tadino, militare e ingegnere italiano
- 1545 - Giovanni Luigi di Nassau-Saarbrücken, sovrano tedesco (n. 1472)
- 1571 - Sigismondo Arquer, giurista e letterato spagnolo (n. 1530)
- 1577 - Alvise I Mocenigo, doge (n. 1507)
- 1585 - Marc-Antoine Muret, filologo classico e umanista francese (n. 1526)
- 1592 - Francesco di Montpensier, nobile francese (n. 1542)
- 1596 - Gian Vincenzo Vitelli, condottiero italiano

## XVII secolo(19)
- 1608 - Francesco Caracciolo, presbitero italiano (n. 1563)
- 1609 - Kyōgoku Takatsugu, militare giapponese (n. 1560)
- 1612 - Baltasar Barreira, gesuita portoghese (n. 1538)
- 1615 - Mōri Katsunaga, militare giapponese (n. 1578)
- 1615 - Sanada Yukimasa, militare giapponese
- 1615 - Ujiie Yukihiro, militare giapponese (n. 1546)
- 1615 - Yasui Dōton, mercante giapponese (n. 1533)
- 1615 - Ōno Harunaga, militare giapponese (n. 1569)
- 1627 - Maria di Borbone-Montpensier, nobile francese (n. 1605)
- 1634 - Luca Antonio Virili, cardinale italiano (n. 1569)
- 1640 - Pedro de Teixeira, esploratore portoghese
- 1663 - William Juxon, arcivescovo anglicano inglese (n. 1582)
- 1678 - Catherine-Charlotte de Gramont, nobildonna francese (n. 1639)
- 1679 - Gerolamo Quadrio, architetto svizzero (n. 1625)
- 1680 - Augusto di Sassonia-Weissenfels, vescovo luterano tedesco (n. 1614)
- 1680 - Tokugawa Ietsuna, militare giapponese (n. 1641)
- 1683 - Volfango Giorgio Federico del Palatinato-Neuburg, principe (n. 1659)
- 1689 - René Gaultier de Varennes, militare francese (n. 1635)
- 1690 - François Tortebat, pittore e incisore francese (n. 1616)

## XVIII secolo(29)
- 1702 - Orazio Maria Bonfioli, presbitero e giurista italiano
- 1705 - Ambrosio Bembo, viaggiatore italiano (n. 1652)
- 1707 - Pieter de Graeff, politico olandese (n. 1638)
- 1707 - Christoph Keller, filologo tedesco (n. 1634)
- 1723 - Leopoldo Clemente di Lorena, principe (n. 1707)
- 1729 - William Cavendish, II duca di Devonshire, nobile e politico inglese (n. 1672)
- 1737 - François Lemoyne, pittore francese (n. 1688)
- 1738 - Naum Akimovič Senjavin, ammiraglio russo (n. 1680)
- 1738 - Maria Skerritt, nobildonna inglese (n. 1702)
- 1743 - Xavier Ehrenbert Fridelli, gesuita, missionario e cartografo austriaco (n. 1673)
- 1745 - Giovanni Guglielmo di Sassonia-Coburgo-Saalfeld, principe e militare (n. 1726)
- 1748 - Aleksej Il'ič Čirikov, navigatore e esploratore russo (n. 1703)
- 1749 - Federico Augusto di Harrach-Rohrau, diplomatico e politico austriaco (n. 1696)
- 1750 - Federico Luigi di Hohenzollern-Hechingen, principe (n. 1688)
- 1752 - Daniel Marot, architetto, designer e incisore francese (n. 1661)
- 1755 - Henri-François-Xavier de Belzunce de Castelmoron, vescovo cattolico e gesuita francese (n. 1670)
- 1756 - Zübeyde Sultan, principessa ottomana (n. 1728)
- 1763 - Johann Friedrich Karl von Ostein, arcivescovo cattolico tedesco (n. 1689)
- 1769 - Antonio Gai, scultore italiano (n. 1686)
- 1769 - Giambattista Lolli, scacchista italiano (n. 1698)
- 1771 - Ferdinando Maria Campani, pittore italiano (n. 1702)
- 1772 - Maria Enrichetta Giuseppa di Fürstenberg-Stühlingen, principessa tedesca (n. 1732)
- 1775 - Giovanni Gaetano Bottari, filologo, lessicografo e archeologo italiano (n. 1689)
- 1782 - Cristina Carlotta d'Assia-Kassel, nobile tedesca (n. 1725)
- 1787 - Hugolín Gavlovič, presbitero e scrittore slovacco (n. 1712)
- 1787 - Augusta Elisabetta di Württemberg, tedesca (n. 1734)
- 1789 - Luigi Giuseppe di Borbone-Francia, nobile francese (n. 1781)
- 1792 - Jakob Michael Reinhold Lenz, scrittore tedesco (n. 1751)
- 1798 - Giacomo Casanova, avventuriero, letterato e agente segreto italiano (n. 1725)

## XIX secolo(65)
- 1801 - Frederick Muhlenberg, politico statunitense (n. 1750)
- 1801 - Joseph Patrat, attore teatrale e drammaturgo francese (n. 1733)
- 1803 - Peder Ascanius, zoologo e geologo norvegese (n. 1723)
- 1808 - Francesco Saverio Passari, arcivescovo cattolico italiano (n. 1744)
- 1809 - Nicolai Abraham Abildgaard, pittore danese (n. 1743)
- 1809 - Leopoldo Vaccà Berlinghieri, militare italiano (n. 1768)
- 1810 - William Windham, politico britannico (n. 1750)
- 1818 - François Simonet de Coulmier, abate, psicoterapeuta e politico francese (n. 1741)
- 1819 - Sante Cattaneo, pittore italiano (n. 1739)
- 1819 - Carlo Gervasoni, organista, violinista e compositore italiano (n. 1762)
- 1825 - John Adam, diplomatico e politico britannico (n. 1779)
- 1825 - Vijaya Raghunatha Raya Tondaiman II, sovrano (n. 1797)
- 1829 - Giacomo Coccia, vescovo cattolico italiano (n. 1762)
- 1830 - Antonio José de Sucre, generale, politico e patriota venezuelano (n. 1795)
- 1835 - Giuseppe Pecchio, politico e storico italiano (n. 1785)
- 1838 - Anselme Gaëtan Desmarest, zoologo e medico francese (n. 1784)
- 1839 - Friedrich Ludwig Kreysig, medico e cardiologo tedesco (n. 1770)
- 1842 - Georg Friedrich Treitschke, librettista e entomologo tedesco (n. 1776)
- 1843 - Ippolito Rosellini, egittologo italiano (n. 1800)
- 1848 - Esma Sultan, principessa ottomana (n. 1778)
- 1849 - Marguerite di Blessington, scrittrice irlandese (n. 1789)
- 1849 - Pietro Scalcerle, patriota italiano (n. 1830)
- 1851 - Francesco Cherubini, filologo e editore italiano (n. 1789)
- 1852 - James Pradier, scultore e pittore svizzero (n. 1790)
- 1853 - Pavel Aleksandrovič Katenin, poeta, drammaturgo e critico letterario russo (n. 1792)
- 1855 - Edward Boxer, ammiraglio inglese (n. 1784)
- 1855 - Carl Nebel, ingegnere, architetto e disegnatore tedesco (n. 1805)
- 1856 - Wenceslas Bojer, esploratore e botanico ceco (n. 1795)
- 1859 - Gustave Cler, generale e scrittore francese (n. 1814)
- 1859 - Charles-Marie-Esprit Espinasse, generale e politico francese (n. 1815)
- 1859 - Abramo Ferraresi, scrittore e patriota italiano (n. 1822)
- 1859 - Marie Louis Henry de Granet-Lacroix de Chabrières, militare francese (n. 1807)
- 1860 - Adolfo Azzi, militare e patriota italiano (n. 1837)
- 1860 - Wilhelm Christian Benecke von Gröditzberg, banchiere e collezionista d'arte tedesco (n. 1779)
- 1861 - Agostino Nardella, brigante italiano (n. 1815)
- 1864 - Nassau Senior, economista inglese (n. 1790)
- 1865 - Auguste Van Heule, arcivescovo cattolico e missionario belga (n. 1821)
- 1866 - Robert Kaye Greville, botanico e micologo inglese (n. 1794)
- 1868 - Henry Chetwynd-Talbot, XVIII conte di Shrewsbury, politico e ammiraglio inglese (n. 1803)
- 1868 - Nathaniel Bagshaw Ward, botanico britannico (n. 1791)
- 1869 - Girolamo Gargiolli, letterato e politico italiano (n. 1796)
- 1872 - Stanisław Moniuszko, compositore polacco (n. 1819)
- 1872 - Johan Rudolph Thorbecke, politico olandese (n. 1798)
- 1872 - Jean Baptiste Philibert Vaillant, generale francese (n. 1790)
- 1876 - Abdul Aziz, sultano ottomano (n. 1830)
- 1877 - Erich Correns, pittore tedesco (n. 1821)
- 1877 - Carlo Didimi, pallonista italiano (n. 1798)
- 1877 - Carlo Livi, fisiologo e psichiatra italiano (n. 1823)
- 1878 - Gaetano Dura, pittore e litografo italiano (n. 1805)
- 1879 - Pietro Luigi Speranza, vescovo cattolico italiano (n. 1801)
- 1880 - Eugen Adam, pittore tedesco (n. 1817)
- 1883 - Giovanni Albinola, patriota italiano (n. 1809)
- 1887 - William Wheeler, politico statunitense (n. 1819)
- 1888 - Turki bin Sa'id, sovrano omanita (n. 1832)
- 1890 - Michele Giuseppe Canale, storico italiano (n. 1808)
- 1890 - Sinjeong di Joseon, regina coreana (n. 1809)
- 1891 - Angelo Frondoni, compositore italiano (n. 1809)
- 1893 - Hans Michael Schletterer, compositore, direttore d'orchestra e musicologo tedesco (n. 1824)
- 1894 - Wilhelm G.F. Roscher, storico e economista tedesco (n. 1817)
- 1895 - Abu Bakar di Johor, sovrano malese (n. 1833)
- 1896 - Ernesto Rossi, attore teatrale italiano (n. 1827)
- 1897 - Demetrio Livaditi, scrittore, giornalista e patriota italiano (n. 1833)
- 1898 - Cathrinus Bang, storico norvegese (n. 1822)
- 1899 - Salvino Salvini, scultore italiano (n. 1824)
- 1899 - Zinaida Dmitrievna Skobeleva, nobildonna russa (n. 1856)

## XX secolo(219)
- 1901 - Theodor Kock, filologo classico tedesco (n. 1820)
- 1902 - Aleksander Kazimierz Bereśniewicz, vescovo cattolico polacco (n. 1823)
- 1904 - Maria di Hannover, principessa tedesca (n. 1849)
- 1904 - Bessie MacNicol, pittrice scozzese (n. 1869)
- 1905 - Alessandro Fè d'Ostiani, politico e diplomatico italiano (n. 1825)
- 1906 - Ulisse Grifoni, scrittore italiano (n. 1858)
- 1906 - Charles Tennant, banchiere e imprenditore scozzese (n. 1823)
- 1907 - Agathe Backer-Grøndahl, pianista e compositrice norvegese (n. 1847)
- 1907 - Giuseppe Besozzi, militare e politico italiano (n. 1837)
- 1907 - Felix Formento, chirurgo statunitense (n. 1837)
- 1907 - Gerlando Maria Genuardi, vescovo cattolico italiano (n. 1839)
- 1908 - Domenico Coletti, politico italiano (n. 1825)
- 1914 - William Anson, giurista inglese (n. 1843)
- 1914 - Fausto Valsecchi, poeta e traduttore italiano (n. 1890)
- 1915 - Chris Porter, calciatore inglese (n. 1885)
- 1917 - Ettore Biamino, militare italiano (n. 1896)
- 1918 - Charles W. Fairbanks, politico statunitense (n. 1852)
- 1918 - Aristizza Romanescu, attrice teatrale rumena (n. 1854)
- 1921 - Heinrich Ernst Albers-Schönberg, radiologo e insegnante tedesco (n. 1865)
- 1921 - Ludwig Knorr, chimico tedesco (n. 1859)
- 1922 - Hermann Diels, filologo classico, storico della filosofia e storico delle religioni tedesco (n. 1848)
- 1922 - William Rivers, antropologo, biologo e neurologo inglese (n. 1864)
- 1923 - Frank Hayes, fantino irlandese (n. 1901)
- 1923 - Santo Monti, presbitero e storico italiano (n. 1855)
- 1923 - Hume Nisbet, scrittore e romanziere scozzese (n. 1849)
- 1923 - Filippo Smaldone, presbitero italiano (n. 1848)
- 1923 - Juan Soldevilla y Romero, cardinale e arcivescovo cattolico spagnolo (n. 1843)
- 1924 - Carlo Puini, orientalista italiano (n. 1839)
- 1925 - Gheorghe Dima, compositore romeno (n. 1847)
- 1925 - John Addison Fordyce, dermatologo statunitense (n. 1858)
- 1926 - Carolina Ferni, violinista e cantante lirica italiana (n. 1846)
- 1926 - Gerhard Hotz, chirurgo svizzero (n. 1880)
- 1927 - Robert McKim, attore statunitense (n. 1886)
- 1928 - Zhang Zuolin, generale e politico cinese (n. 1875)
- 1931 - Al-Husayn ibn Ali, sovrano arabo (n. 1854)
- 1932 - Luigi Pagliani, igienista italiano (n. 1847)
- 1933 - Ahmet Haşim, poeta turco (n. 1884)
- 1936 - Alexandre-Paul-Marie Chabanon, vescovo cattolico e missionario francese (n. 1873)
- 1937 - Fernand Cabrol, teologo e abate francese (n. 1855)
- 1937 - Emmett J. Flynn, regista statunitense (n. 1892)
- 1937 - Helmut Hirsch, artista e attivista tedesco (n. 1916)
- 1938 - Frederick Agnew Gill, giocatore di polo britannico (n. 1873)
- 1938 - Duilio Nicchiarelli, militare e aviatore italiano (n. 1915)
- 1939 - Reginald Courtenay Welch, calciatore inglese (n. 1851)
- 1940 - Luigi Gainotti, pittore italiano (n. 1859)
- 1940 - Pasquale Libertini, imprenditore e politico italiano (n. 1856)
- 1940 - Enrique Mosconi, generale e ingegnere argentino (n. 1877)
- 1941 - Guglielmo II di Germania, sovrano tedesco (n. 1859)
- 1941 - Joseph Wear, tennista statunitense (n. 1876)
- 1942 - Eusebio Ayala, insegnante e politico paraguaiano (n. 1875)
- 1942 - Lofton R. Henderson, aviatore statunitense (n. 1903)
- 1942 - Reinhard Heydrich, generale e poliziotto tedesco (n. 1904)
- 1942 - Jisaku Okada, ammiraglio giapponese (n. 1893)
- 1942 - Floyd B. Parks, aviatore statunitense (n. 1911)
- 1942 - Joichi Tomonaga, aviatore giapponese (n. 1911)
- 1942 - John C. Waldron, aviatore statunitense (n. 1900)
- 1943 - Giuseppe Mario Asinari Rossillon, generale e politico italiano (n. 1874)
- 1943 - Francesco Pianzola, presbitero italiano (n. 1881)
- 1943 - Han Stijkel, partigiano olandese (n. 1911)
- 1944 - Lussorio Bosu, poliziotto italiano (n. 1923)
- 1944 - Bruno Buozzi, sindacalista, politico e operaio italiano (n. 1881)
- 1944 - Edmondo Di Pillo, partigiano italiano (n. 1904)
- 1944 - Michele Puddu, militare e poliziotto italiano (n. 1922)
- 1944 - Francesco Rezza, poliziotto italiano (n. 1920)
- 1944 - Mario Rizzatti, militare italiano (n. 1892)
- 1945 - Harald Aars, architetto norvegese (n. 1875)
- 1945 - Oliver Elton, biografo e critico letterario inglese (n. 1861)
- 1945 - Georg Kaiser, drammaturgo e attore tedesco (n. 1878)
- 1949 - Thomas Addis, medico e scienziato scozzese (n. 1881)
- 1949 - Carlo Benetti, attore e produttore cinematografico italiano (n. 1885)
- 1949 - Maurice Blondel, filosofo francese (n. 1861)
- 1950 - Kazys Grinius, politico lituano (n. 1866)
- 1950 - George Cecil Ives, scrittore britannico (n. 1867)
- 1950 - La Goya, cantante spagnola (n. 1891)
- 1951 - Sergej Aleksandrovič Kusevickij, direttore d'orchestra e contrabbassista russo (n. 1874)
- 1951 - Luigi Milano, militare e partigiano italiano (n. 1909)
- 1951 - Sándor Szűcs, calciatore ungherese (n. 1921)
- 1951 - Silvio Tacconis, arbitro di calcio e farmacista italiano (n. 1891)
- 1951 - Alberto da Zara, ammiraglio italiano (n. 1889)
- 1952 - Federigo Angeli, pittore italiano (n. 1891)
- 1954 - Freydoun Malkom, schermidore persiano (n. 1875)
- 1954 - Umberto Savoja, ingegnere aeronautico e militare italiano (n. 1872)
- 1954 - Şehzade Ahmed Nihad, principe ottomano (n. 1883)
- 1955 - Alessandro Casati, politico e giornalista italiano (n. 1881)
- 1955 - Fred Groves, attore inglese (n. 1880)
- 1955 - John McLean, giocatore di football americano, ostacolista e lunghista statunitense (n. 1878)
- 1956 - Auguste Jean Baptiste Chevalier, botanico francese (n. 1873)
- 1956 - Katherine MacDonald, attrice e produttore cinematografico statunitense (n. 1881)
- 1957 - Teruhiko Kobayashi, aviatore e militare giapponese (n. 1920)
- 1958 - Eleanor Hallowell Abbott, scrittrice statunitense (n. 1872)
- 1959 - Charles Vidor, regista statunitense (n. 1900)
- 1960 - Józef Haller, generale, filantropo e politico polacco (n. 1873)
- 1960 - Lucien Littlefield, attore statunitense (n. 1895)
- 1961 - William Astbury, fisico inglese (n. 1898)
- 1961 - Helen Stratton, illustratrice britannica (n. 1867)
- 1961 - Alice Voinescu, saggista, filosofa e traduttrice rumena (n. 1885)
- 1962 - Elisabetta Ambiveri, imprenditrice e filantropa italiana (n. 1888)
- 1962 - William Beebe, ornitologo, entomologo e esploratore statunitense (n. 1877)
- 1962 - Peter Jamvold, velista norvegese (n. 1896)
- 1963 - Danilo Bazzani, calciatore italiano (n. 1914)
- 1963 - Ubaldo Diciotti, generale italiano (n. 1878)
- 1963 - Don Fleming, giocatore di football americano statunitense (n. 1937)
- 1964 - Hans Ludwig, ciclista su strada e pistard tedesco (n. 1885)
- 1965 - Sigmund Mowinckel, biblista norvegese (n. 1884)
- 1966 - Chang Myon, politico e educatore sudcoreano (n. 1899)
- 1966 - Arthur Clay Cope, chimico statunitense (n. 1909)
- 1966 - Hans-Herbert Ruths, alpinista e magistrato tedesco (n. 1901)
- 1966 - Lodovico Zambeletti, pittore italiano (n. 1881)
- 1967 - Joe Ackerley, scrittore e giornalista britannico (n. 1896)
- 1968 - Dorothy Gish, attrice, sceneggiatrice e regista statunitense (n. 1898)
- 1968 - Alexandre Kojève, filosofo francese (n. 1902)
- 1968 - Walter Nash, politico neozelandese (n. 1882)
- 1968 - Vittorio Pedroni, avvocato, arbitro di calcio e calciatore italiano (n. 1886)
- 1968 - Emilia Salvioni, scrittrice italiana (n. 1895)
- 1969 - Rafael Osuna, tennista messicano (n. 1938)
- 1969 - Adolf Peichl, militare austriaco (n. 1917)
- 1969 - Pavol Steiner, nuotatore e pallanuotista cecoslovacco (n. 1908)
- 1970 - Josep Carner, poeta spagnolo (n. 1884)
- 1970 - Clifton Cates, generale statunitense (n. 1893)
- 1970 - Branch McCracken, cestista, giocatore di football americano e allenatore di pallacanestro statunitense (n. 1908)
- 1970 - Sonny Tufts, attore statunitense (n. 1911)
- 1971 - György Lukács, filosofo, sociologo e politologo ungherese (n. 1885)
- 1973 - Arna Bontemps, poeta e scrittore statunitense (n. 1902)
- 1973 - Tommaso Fiore, scrittore e politico italiano (n. 1884)
- 1973 - Maurice René Fréchet, matematico francese (n. 1878)
- 1973 - Emma Gatewood, viaggiatrice e esploratrice statunitense (n. 1887)
- 1973 - Murry Wilson, imprenditore e compositore statunitense (n. 1917)
- 1974 - Giuseppe Marzari, attore teatrale, comico e umorista italiano (n. 1900)
- 1974 - Angelo Scala, partigiano italiano (n. 1908)
- 1975 - Evelyn Brent, attrice statunitense (n. 1899)
- 1975 - Francesco Bruno, generale italiano (n. 1886)
- 1975 - Frida Leider, cantante lirica tedesca (n. 1888)
- 1975 - Alexander Olsen, calciatore norvegese (n. 1899)
- 1976 - Zoltán Latinovits, attore ungherese (n. 1931)
- 1976 - Giuseppe Tirinnanzi, poeta italiano (n. 1887)
- 1977 - Marcel Bataillon, ispanista e storico della letteratura francese (n. 1895)
- 1977 - Giuliano Bernardi, tenore italiano (n. 1939)
- 1977 - Fritz Schlieper, generale tedesco (n. 1892)
- 1978 - Dominique Darel, modella e attrice francese (n. 1950)
- 1978 - Ernst Langlotz, archeologo e storico dell'arte tedesco (n. 1895)
- 1978 - Jorge de Sena, poeta, scrittore e drammaturgo portoghese (n. 1919)
- 1978 - Yashwantrao Martandrao Mukne, principe e politico indiano (n. 1917)
- 1979 - Sigrid Fick, tennista finlandese (n. 1887)
- 1979 - Jan Koželuh, tennista cecoslovacco (n. 1904)
- 1979 - Aldo Pomini, criminale e scrittore italiano (n. 1913)
- 1979 - Herman Shumlin, regista statunitense (n. 1898)
- 1979 - Riccardo Tornabuoni, calciatore italiano (n. 1903)
- 1980 - Francisco Broch Llop, scultore e linguista spagnolo (n. 1884)
- 1980 - Tommaso Corsini, politico italiano (n. 1903)
- 1980 - Arnold Gartmann, bobbista svizzero (n. 1904)
- 1980 - Leopold Kielholz, calciatore e allenatore di calcio svizzero (n. 1911)
- 1980 - Franco Li Causi, compositore italiano (n. 1917)
- 1980 - Josef Mirschitzka, calciatore austriaco (n. 1914)
- 1980 - Giuseppe Moreali, medico e scrittore italiano (n. 1895)
- 1980 - Orsino Orsini, giornalista e numismatico italiano (n. 1900)
- 1980 - Gloria Saunders, attrice statunitense (n. 1927)
- 1981 - Mohammed Zaman Kiani, generale e politico pakistano (n. 1910)
- 1981 - Isao Kimura, attore giapponese (n. 1923)
- 1981 - Cedric Liddell, canottiere canadese (n. 1913)
- 1982 - Hermanni Pihlajamäki, lottatore finlandese (n. 1903)
- 1982 - Günther Steines, velocista e mezzofondista tedesco (n. 1928)
- 1983 - Antonio Gualano, generale italiano (n. 1899)
- 1983 - Ivan Tors, produttore cinematografico, sceneggiatore e regista ungherese (n. 1916)
- 1983 - Gunn Wållgren, attrice svedese (n. 1913)
- 1984 - Fritz Nallinger, ingegnere tedesco (n. 1898)
- 1984 - Celestino Ombra, partigiano italiano (n. 1901)
- 1984 - Vincenzo Turco, politico italiano (n. 1898)
- 1985 - Luigi Rossari, ingegnere e dirigente d'azienda italiano (n. 1903)
- 1985 - Gleb Struve, scrittore, saggista e critico letterario russo (n. 1898)
- 1986 - Gastone Canziani, psichiatra e psicologo italiano (n. 1904)
- 1986 - Helen Gardner, critica letteraria britannica (n. 1908)
- 1986 - Umberto Marzocchi, antifascista e anarchico italiano (n. 1900)
- 1986 - Paul Stevens, attore cinematografico e attore televisivo statunitense (n. 1921)
- 1987 - Giovan Battista Gerace, informatico italiano (n. 1925)
- 1987 - Giovanni Kasebacher, fondista italiano (n. 1910)
- 1987 - Martti Lauronen, fondista finlandese (n. 1913)
- 1987 - Gerhard Pedersen, pugile danese (n. 1912)
- 1987 - Nathan Rapoport, scultore polacco (n. 1911)
- 1988 - Douglas Nicholls, religioso, politico e giocatore di football australiano australiano (n. 1906)
- 1989 - Dik Browne, fumettista e illustratore statunitense (n. 1917)
- 1989 - Cecil Collins, pittore inglese (n. 1908)
- 1989 - Franca Helg, architetto, progettista e designer italiana (n. 1920)
- 1990 - Stiv Bators, cantante e chitarrista statunitense (n. 1949)
- 1990 - Jakov L'vovič Bazeljan, regista sovietico (n. 1925)
- 1990 - Achille Bordoli, calciatore italiano (n. 1903)
- 1990 - Jack Gilford, attore e comico statunitense (n. 1907)
- 1991 - Martha Del Vecchio, pianista italiana (n. 1906)
- 1991 - MC Trouble, rapper statunitense (n. 1970)
- 1992 - Antonio Ausenda, ciclista su strada italiano (n. 1926)
- 1992 - Margherita Bontade, politica italiana (n. 1900)
- 1993 - Giovanni Bermone, calciatore italiano (n. 1915)
- 1993 - Bernard Evslin, scrittore statunitense (n. 1922)
- 1993 - Eric Trist, psicologo britannico (n. 1909)
- 1994 - Giovanni Azzini, calciatore italiano (n. 1929)
- 1994 - Roberto Burle Marx, architetto del paesaggio, artista e ambientalista brasiliano (n. 1909)
- 1994 - Max Corvo, militare statunitense (n. 1920)
- 1994 - Vittorio Dagianti, calciatore e allenatore di calcio italiano (n. 1919)
- 1994 - Stephen McNally, attore statunitense (n. 1913)
- 1994 - Gregory Scarpa, mafioso e assassino statunitense (n. 1928)
- 1994 - Guido Tavellin, calciatore e allenatore di calcio italiano (n. 1920)
- 1994 - Massimo Troisi, attore, comico e regista italiano (n. 1953)
- 1995 - Sergej Kapustin, hockeista su ghiaccio russo (n. 1953)
- 1995 - Sokela Mangoumbel, cestista francese (n. 1911)
- 1995 - Bob Nugent, cestista statunitense (n. 1915)
- 1996 - María Luisa Anido, chitarrista e compositrice argentina (n. 1907)
- 1996 - Alfonso Canti, sollevatore italiano (n. 1920)
- 1996 - Aloha Wanderwell, viaggiatrice, esploratrice e fotografa canadese (n. 1906)
- 1996 - Wang Yunjie, compositore cinese (n. 1911)
- 1997 - Katherine Esau, botanica tedesca (n. 1898)
- 1997 - Ronnie Lane, musicista inglese (n. 1946)
- 1997 - Roberto Rebecchi, scultore, pittore e incisore italiano (n. 1911)
- 1997 - Pedro Zaballa, calciatore spagnolo (n. 1938)
- 1998 - Philippe Charbonneaux, designer francese (n. 1917)
- 1998 - Josephine Hutchinson, attrice statunitense (n. 1903)
- 1998 - Ray Montgomery, attore statunitense (n. 1922)
- 1998 - Miguel Montuori, calciatore argentino (n. 1930)
- 2000 - Takashi Kano, calciatore giapponese (n. 1920)
- 2000 - Tullio Lauro, allenatore di pallacanestro, giornalista e telecronista sportivo italiano (n. 1946)
- 2000 - Paul Zoungrana, cardinale e arcivescovo cattolico burkinabé (n. 1917)

## XXI secolo(132)
- 2001 - Marino Bargagna, medico italiano (n. 1927)
- 2001 - Dipendra del Nepal, re nepalese (n. 1971)
- 2001 - Pasquale Gialluisi, arbitro di calcio italiano (n. 1932)
- 2001 - John Hartford, violinista, suonatore di banjo e compositore statunitense (n. 1937)
- 2001 - Darshan Ranganathan, chimica indiana (n. 1941)
- 2001 - Horst Tüller, ciclista su strada tedesco (n. 1931)
- 2002 - Fernando Belaúnde Terry, politico peruviano (n. 1912)
- 2002 - Bob Lackey, cestista statunitense (n. 1949)
- 2002 - Giorgio Porcaro, cabarettista, comico e attore italiano (n. 1952)
- 2004 - Charles Correll, regista e direttore della fotografia statunitense (n. 1944)
- 2004 - Alfredo Maria Garsia, vescovo cattolico italiano (n. 1928)
- 2004 - Marvin Heemeyer, operaio statunitense (n. 1951)
- 2004 - Steve Lacy, sassofonista e compositore statunitense (n. 1934)
- 2004 - Nino Manfredi, attore, regista e sceneggiatore italiano (n. 1921)
- 2004 - Anthony Steffen, attore italiano (n. 1930)
- 2004 - Alfonso Stocchetti, architetto italiano (n. 1920)
- 2005 - Adriano Alpago-Novello, storico dell'architettura e architetto italiano (n. 1932)
- 2005 - Giancarlo De Carlo, architetto, urbanista e teorico dell'architettura italiano (n. 1919)
- 2005 - Chloe Jones, modella e attrice pornografica statunitense (n. 1975)
- 2005 - Leo Klier, cestista e allenatore di pallacanestro statunitense (n. 1923)
- 2005 - Dario Paccino, giornalista, scrittore e saggista italiano (n. 1918)
- 2006 - Bianca Della Corte, attrice italiana (n. 1917)
- 2006 - Fulvia Mammi, attrice e doppiatrice italiana (n. 1927)
- 2007 - Carlo Alberto Ciocci, politico italiano (n. 1932)
- 2007 - Bill France Jr., dirigente sportivo statunitense (n. 1933)
- 2007 - Craig Thomas, politico statunitense (n. 1933)
- 2007 - Luis Valenzuela González, allenatore di pallacanestro cileno (n. 1915)
- 2008 - Franz Kaspirek, calciatore austriaco (n. 1918)
- 2008 - Agata Mróz, pallavolista polacca (n. 1982)
- 2008 - Nino Porto, musicista, pittore e poeta italiano (n. 1912)
- 2009 - Lev Brovars'kyj, calciatore e allenatore di calcio sovietico (n. 1948)
- 2009 - Dorothy Layton, attrice statunitense (n. 1912)
- 2009 - Emidio Salomone, mafioso italiano (n. 1954)
- 2009 - Randy Smith, cestista e allenatore di pallacanestro statunitense (n. 1948)
- 2009 - Norina Trombini, partigiana italiana (n. 1916)
- 2010 - Mino De Blasio, poeta, scrittore e giornalista italiano (n. 1954)
- 2010 - David Markson, scrittore statunitense (n. 1927)
- 2010 - John Wooden, allenatore di pallacanestro e cestista statunitense (n. 1910)
- 2011 - Lilian Jackson Braun, scrittrice statunitense (n. 1913)
- 2011 - Claudio Bravo Camus, pittore cileno (n. 1936)
- 2011 - Lawrence Eagleburger, politico statunitense (n. 1930)
- 2011 - Maurice Garrel, attore francese (n. 1923)
- 2011 - Bo Lindgren, compositore di scacchi svedese (n. 1927)
- 2012 - Ėduard Chil', baritono sovietico (n. 1934)
- 2012 - André Corboz, docente svizzero (n. 1928)
- 2012 - Ireneo García Alonso, vescovo cattolico spagnolo (n. 1923)
- 2012 - Per-Ulf Helander, slittinista svedese (n. 1935)
- 2012 - Rolf Lederbogen, illustratore tedesco (n. 1928)
- 2012 - Guido Marazzi, docente e giornalista svizzero (n. 1928)
- 2012 - Gerardo Panno, conduttore radiofonico italiano (n. 1959)
- 2012 - Rodolfo Quezada Toruño, cardinale e arcivescovo cattolico guatemalteco (n. 1932)
- 2013 - Gian Aldo Arnaud, politico italiano (n. 1929)
- 2013 - Joey Covington, batterista e compositore statunitense (n. 1945)
- 2013 - Monti Davis, cestista statunitense (n. 1958)
- 2013 - Ruggero Guarini, scrittore e giornalista italiano (n. 1931)
- 2013 - Luo Meizhen, centenaria cinese (n. 1885)
- 2013 - José Pujol, pallanuotista spagnolo (n. 1922)
- 2014 - Abu Abd al-Rahman al-Bilawi, militare e terrorista iracheno (n. 1971)
- 2014 - Carlo Novelli, calciatore italiano (n. 1935)
- 2014 - Clifford Severn, attore statunitense (n. 1925)
- 2015 - Avi Beker, scrittore, politico e giornalista israeliano (n. 1951)
- 2015 - Bengt Berndtsson, calciatore svedese (n. 1933)
- 2015 - Noè Conti, ciclista su strada italiano (n. 1933)
- 2015 - Hugh Johnson, direttore della fotografia irlandese (n. 1946)
- 2015 - Hermann Zapf, tipografo e calligrafo tedesco (n. 1918)
- 2016 - Pierre Grimblat, produttore televisivo, sceneggiatore e regista francese (n. 1922)
- 2016 - István Halász, calciatore ungherese (n. 1951)
- 2016 - Nicky Jennings, calciatore inglese (n. 1946)
- 2016 - József Kovács, cestista e allenatore di pallacanestro ungherese (n. 1937)
- 2016 - Piero Leddi, pittore italiano (n. 1930)
- 2016 - Nicola Tanda, critico letterario e filologo italiano (n. 1928)
- 2016 - Beppe de Tomasi, regista teatrale, attore e librettista italiano (n. 1934)
- 2017 - Bill Butler, montatore britannico (n. 1933)
- 2017 - Juan Goytisolo, scrittore spagnolo (n. 1931)
- 2017 - Roger Smith, attore, produttore cinematografico e sceneggiatore statunitense (n. 1932)
- 2017 - James Yaffe, scrittore, sceneggiatore e insegnante statunitense (n. 1927)
- 2018 - Dwight Clark, giocatore di football americano statunitense (n. 1957)
- 2018 - C.M. Newton, allenatore di pallacanestro, cestista e giocatore di baseball statunitense (n. 1930)
- 2019 - Billy Gabor, cestista statunitense (n. 1922)
- 2019 - Robin Herd, ingegnere britannico (n. 1939)
- 2019 - Lennart Johansson, dirigente sportivo svedese (n. 1929)
- 2019 - Laurel L. Wilkening, astrofisica statunitense (n. 1944)
- 2019 - Lawrie Leslie, calciatore scozzese (n. 1935)
- 2019 - Rinaldo Traini, editore, storico e sceneggiatore italiano (n. 1931)
- 2020 - Marcello Abbado, pianista, compositore e docente italiano (n. 1926)
- 2020 - Fabiana Anastácio, cantante brasiliana (n. 1975)
- 2020 - Basu Chatterjee, regista e sceneggiatore indiano (n. 1927)
- 2020 - Milli Graffi, poetessa, scrittrice e traduttrice italiana (n. 1940)
- 2020 - Rupert Hine, cantante, musicista e produttore discografico britannico (n. 1947)
- 2020 - Piet van der Kruk, pesista e sollevatore olandese (n. 1941)
- 2020 - Jean Link, schermidore lussemburghese (n. 1938)
- 2020 - Pete Rademacher, pugile statunitense (n. 1928)
- 2020 - Mário Torres, calciatore portoghese (n. 1931)
- 2021 - Jacques Amalric, giornalista e scrittore francese (n. 1938)
- 2021 - Karla Burns, attrice e mezzosoprano statunitense (n. 1954)
- 2021 - Roberto Derlin, calciatore e allenatore di calcio italiano (n. 1942)
- 2021 - Loris Dominissini, calciatore e allenatore di calcio italiano (n. 1961)
- 2021 - Richard R. Ernst, chimico svizzero (n. 1933)
- 2021 - Vadim Kapranov, cestista e allenatore di pallacanestro sovietico (n. 1940)
- 2021 - Friederike Mayröcker, scrittrice e illustratrice austriaca (n. 1924)
- 2021 - Clarence Williams III, attore statunitense (n. 1939)
- 2022 - John Cooksey, politico statunitense (n. 1941)
- 2022 - Stefano Fogato, fotografo italiano (n. 1958)
- 2022 - Goran Sankovič, calciatore sloveno (n. 1979)
- 2022 - Bolesław Tejkowski, sociologo, politico e attivista polacco (n. 1933)
- 2023 - Mariano Arana, politico e architetto uruguaiano (n. 1933)
- 2023 - Macram Max Gassis, vescovo cattolico sudanese (n. 1938)
- 2023 - Paul Judson, cestista e allenatore di pallacanestro statunitense (n. 1934)
- 2023 - Luciana Lagorara, ginnasta italiana (n. 1936)
- 2023 - Luigi Marrucci, vescovo cattolico italiano (n. 1945)
- 2023 - Zdenek Pouzar, micologo ceco (n. 1932)
- 2023 - Aldo Vitale, dirigente sportivo italiano (n. 1931)
- 2023 - George Winston, pianista statunitense (n. 1949)
- 2024 - Daniel Borroni, cestista uruguaiano (n. 1945)
- 2024 - Francesco Bruni, politico italiano (n. 1929)
- 2024 - Gianpaolo Dozzo, politico italiano (n. 1954)
- 2024 - Parnelli Jones, pilota automobilistico e manager statunitense (n. 1933)
- 2024 - Matilde Koen-Sarano, scrittrice israeliana (n. 1939)
- 2024 - Moshe Kotlarsky, rabbino, mistico e educatore statunitense (n. 1949)
- 2024 - Ria Lubbers, olandese (n. 1940)
- 2024 - Mbomboko Ngoy, calciatore della Repubblica Democratica del Congo (n. 1977)
- 2024 - Ahmad Shah Khan, afghano (n. 1934)
- 2024 - Ugo Stornaiolo, scrittore, giornalista e ingegnere italiano (n. 1930)
- 2025 - Nicole Croisille, attrice, cantante e danzatrice francese (n. 1936)
- 2025 - Marc Garneau, astronauta e politico canadese (n. 1949)
- 2025 - Pietro Ghislandi, attore italiano (n. 1957)
- 2025 - Niède Guidon, archeologa brasiliana (n. 1933)
- 2025 - Fred Hucul, hockeista su ghiaccio canadese (n. 1931)
- 2025 - Philippe Labro, giornalista, scrittore e regista francese (n. 1936)
- 2025 - Giancarlo Santalmassi, giornalista e conduttore radiofonico italiano (n. 1941)
- 2025 - Enzo Staiola, attore italiano (n. 1939)
- 2025 - Piero Testoni, politico e giornalista italiano (n. 1951)